# Огуречный сок

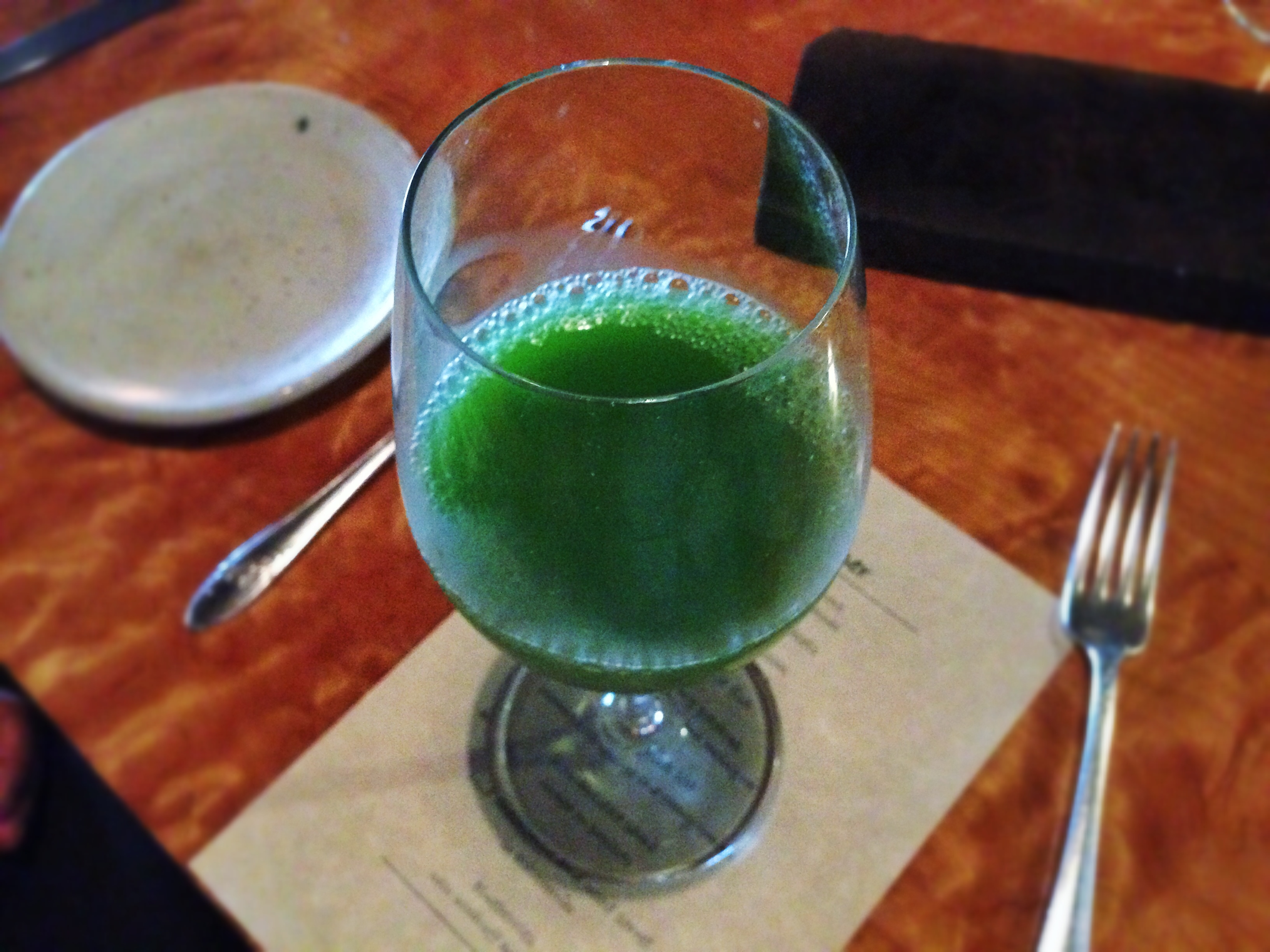
Огуречный сок

Огуречный сок — это овощной сок, получаемый из огурцов. Огурцы на 98% состоят из воды.
Огуречный сок используется в кулинарии и как ингредиент для коктейлей, такие как «Кровавая Мэри», для блюд, таких как огуречный суп, а также для соусов, таких как «Зелёная богиня». Огуречный сок содержит значительное количество калия и витамина А. Он также содержит стерол и значительное количество кремния.
Огуречный сок также используется в косметических средствах, мыле, шампунях и лосьонах, а также в туалетной воде и парфюмах.
Он использовался в русской народной медицине для лечения воспаления дыхательных путей и облегчения затяжного кашля. В народной медицине других народов его использовали для облегчения изжоги и уменьшения кислотности в желудке. Что касается кожи, то его использовали для снятия ожогов и сыпи. Огуречный сок был описан как средство, отпугивающее мокриц и чешуйниц.